# Wiard Siebels

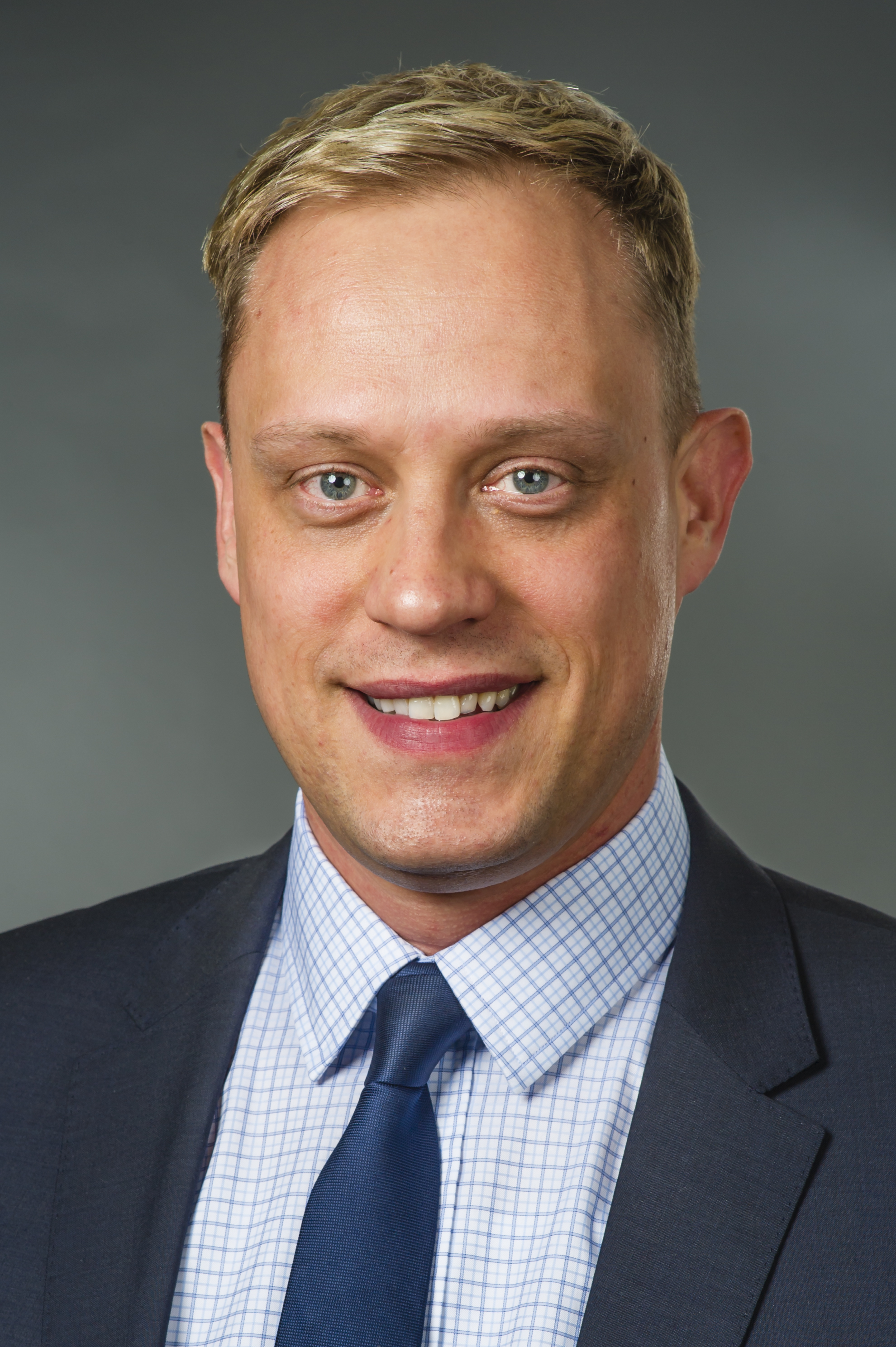
Wiard Siebels 2018

Wiard Friedrich Siebels (* 16. März 1978 in Aurich) ist ein deutscher Politiker (SPD). Er ist seit Februar 2008 Abgeordneter des Niedersächsischen Landtags.

## Leben und Beruf
Siebels machte 1997 sein Abitur am Gymnasium Ulricianum in Aurich. Es folgte der Zivildienst beim Kreiskrankenhaus in Aurich und danach eine Ausbildung zum Bank- und Sparkassenkaufmann bei der Kreissparkasse Aurich-Norden, die bis 2001 dauerte. Anschließend war er zunächst als Angestellter der Sparkasse Aurich-Norden tätig. Danach studierte er ohne Abschluss an der Universität Osnabrück Rechtswissenschaften mit wirtschaftswissenschaftlichem Schwerpunkt. Siebels ist Mitglied der Gewerkschaft ver.di, der Arbeiterwohlfahrt, des Aurich – ran an die Bahn e. V. und der Johanniter Unfall Hilfe.
Siebels hat einen Sohn.

## Partei
Siebels trat im Jahr 1993 der SPD bei und wurde zwei Jahre später Mitglied des Vorstandes des SPD-Unterbezirks Aurich. Er war von 2004 bis 2014 Vorsitzender des SPD-Stadtverbandes Aurich. Von 2006 bis 2008 war er Landesvorsitzender der Jusos in Niedersachsen. Im SPD-Unterbezirk Aurich ist er seit 2013 stellvertretender Unterbezirksvorsitzender. 2010 wurde Siebels zum stellvertretenden Vorsitzenden des SPD-Bezirks Weser-Ems gewählt. 

## Abgeordneter
Seit 1999 gehört er dem Rat der Stadt Aurich an und seit 2011 ist er Mitglied des Kreistages im Landkreis Aurich.
Bei der Landtagswahl 2008 zog Siebels über ein Direktmandat im Wahlkreis 86 Aurich in den Niedersächsischen Landtag ein und verteidigte bei den Landtagswahlen 2013, 2017 und 2022 das Direktmandat. In der Legislaturperiode von 2013 bis 2017 war Siebels Sprecher seiner Fraktion für Landwirtschaft und Verbraucherschutz. Nach der Neukonstituierung des Niedersächsischen Landtages im Oktober 2017 wurde er Parlamentarischer Geschäftsführer der SPD-Landtagsfraktion und blieb dies bis zum Ende der Legislaturperiode. Seit Beginn der 19. Wahlperiode im Oktober 2022 ist er wieder Parlamentarischer Geschäftsführer der SPD-Landtagsfraktion.